# Zoli Téglás
Zoltán Téglás, meglio noto come Zoli Téglás (Los Angeles, 10 novembre 1969), è un cantante ungherese naturalizzato statunitense, celebre per essere il cantante del gruppo hardcore punk Ignite ed ex frontman dei Pennywise con i quali ha inciso un album nel 2012.
Con il gruppo di Orange County ha finora pubblicato 5 album di studio, due EP, una raccolta e due split. Oltre agli Ignite, Zoli Téglás ha formato anche due side project, i Zoli Band, assieme a Brett Rasmussen, Brian Balchack, Kevin Kilkenny (i primi due componenti attuali, il terzo ex-Ignite), e i California United, formato con Brett Rasmussen, il batterista Jon Barrysmith dei The Lonely Kings e il chitarrista Nik Hill dei Jet Lag. Quest'ultimo gruppo suona alcune vecchie canzoni del precedente progetto parallelo e nuovo materiale. Il gruppo ha inoltre l'intenzione di pubblicare un disco con il produttore Cameron Webb ed un tour europeo.
Nel 2000 Zoli Téglás ha sostituito Michale Graves nei Misfits per un tour in Canada, non avendo ottenuto quest'ultimo il permesso di lavoro, e per alcune date negli Stati Uniti.
Nel 2006 ha partecipato inoltre come seconda voce nella canzone God Was Never on Your Side, pubblicata nell'album dei Motörhead Kiss of Death.
Vive a Los Angeles, ma ha una casa anche a Veresegyház in Ungheria.

## Discografia

### Album in studio
- 1994 - Scarred for Life
- 1995 - Family
- 1995 - Call on My Brothers
- 2000 - A Place Called Home
- 2006 - Our Darkest Days
- 2012 - All or Nothing con i Pennywise
- 2016 - A War Against You

### Raccolte
- 1996] - Straight Ahead

### Split
- 1996 - Ignite / Good Riddance split
- 1997 - Ignite / X-Acto split

### EP
- 1995 - In My Time
- 1996 - Past Our Means